# 代数のテンソル積
数学において、二つの R-代数（多元環）のテンソル積には再び R-代数の構造を入れることができ、代数のテンソル積 (tensor product of algebras) あるいはテンソル積多元環と呼ばれる対象が得られる。任意の環は Z-代数と見ることができるから、R ≔ Z と取った特別の場合として環のテンソル積 (tensor product of rings) が定まる。

## 定義
R を可換環とし A と B を R-代数とする。A と B はどちらも R-加群と見なせるから、それらのテンソル積
{\displaystyle A\otimes _{R}B}
を作れて、これは再び R-加群である。このテンソル積に次のように積を定義して代数の構造を与えることができる。すなわち、生成系となる a ⊗ b (a ∈ A, b ∈ B) の形の単純テンソルの間の積を
{\displaystyle (a_{1}\otimes b_{1})(a_{2}\otimes b_{2})=a_{1}a_{2}\otimes b_{1}b_{2}}
と定義し、これを線型性により A ⊗R B の全体に拡張する。この積は R-双線型かつ結合的で、1A ⊗ 1B によって与えられる単位元を持つことが容易にわかる。ここで 1A と 1B はそれぞれ A と B の単位元である。A と B がともに可換であればそのテンソル積も可換である。
このテンソル積によりすべての R-代数の圏 R-Alg は対称モノイド圏になる。

## 基本的な例
R を可換環、n, m を正の整数、G, H を群とする。
- 多項式環のテンソル積：R[x] ⊗R R[y] ≅ R[x, y].
- n と m の最大公約数を d とするとき Z/(n) ⊗Z Z/(m) ≅ Z/(d).
- 全行列環のテンソル積：Mn(R) ⊗R Mm(R) ≅ Mnm(R).
- 群環のテンソル積：R[G] ⊗R R[H] ≅ R[G × H].

## さらなる性質
A や B から A ⊗R B への次で与えられる自然な準同型が存在する：
{\displaystyle A\hookrightarrow A\otimes B;\;a\mapsto a\otimes 1_{B},}
{\displaystyle B\hookrightarrow A\otimes B;\;b\mapsto 1_{A}\otimes b.}
これらの写像によりテンソル積は可換 R-代数の圏 R-CAlg における余積となる。しかしテンソル積はすべての R-代数の圏 R-Alg においては余積ではなく、この圏における余積はより一般的な代数の自由積によって与えられる。それにも関わらず非可換代数のテンソル積は余積に似た普遍性により記述できる：
（代数の）テンソル積の普遍性任意の R-代数 X に対し、R-代数の準同型 f: A → X および g: B → X が元ごとに可換である限りにおいて、R-代数の準同型 φ: A ⊗ B → X で f(a) = φ(a ⊗ 1) および g(b) = φ(1 ⊗ b) を任意の a ∈ A, b ∈ B に対して満たすものがただ一つ存在する。
すなわち、式で書けば、自然な同型
{\displaystyle {\begin{aligned}&\operatorname {Hom} _{R{\textbf {-Alg}}}(A\otimes B,X)\\&\qquad \cong \lbrace (f,g)\in \operatorname {Hom} _{R{\textbf {-Alg}}}(A,X)\times \operatorname {Hom} _{R{\textbf {-Alg}}}(B,X)\mid [f(a),g(b)]=0\ (\forall a\in A,\,\forall b\in B)\rbrace \end{aligned}}}
が成立する（右辺の [ , ] は交換子）。

## 応用
代数のテンソル積は代数幾何学において常時使用される。可換 R-代数の圏の逆圏 R-CAlgopp（アフィンスキームの圏 Sch(R) の部分圏と見なせる）においてアフィンスキームの引き戻し（ファイバー積とも呼ばれる）を提供する。

## 注
1. ↑  Lang (2002), pp. 629–631.
2. ↑  Kassel 1995, p. 32.
3. ↑  Lang 2002, pp. 629–630.
4. ↑  Kassel 1995, p. 32.
5. ↑  Kassel 1995, p. 32.